# Pedro Arellano Sada
Pedro Arellano Sada (Ablitas, Navarra, 3 de agosto de 1897 - Barcelona, 19 de marzo de 1959) fue un archivero, maestro de escuela y profesor navarro.Fue clave en la recuperación y la documentación del Folclore vasconavarro, más concretamente del de Ablitas y la Merindad de Tudela, junto con Félix Arellano, además de ser de los principales autores vasquistas de esta comarca.

## Biografía
Miembro de una familia humilde, empezó a trabajar con trece años, después de dejar la escuela. Sin embargo, con dieciocho se matricula en la Escuela Normal de Zaragoza, obteniendo el título de magisterio. En 1929 se licenció en historia en la Facultad de Filosofía de la Universidad de Zaragoza. Ejerció de maestro en varios destinos, en Ceuta, en Cabanillas (Navarra), y ya licenciado, en la localidad alavesa de Salinas de Añana, donde también hizo de secretario. Este último destino estaría en el origen de su interés por los archivos. 
En 1931 entró por oposición al Cuerpo Facultativo de Archiveros, Bibliotecarios y Arqueólogos, siendo su primer destino la Biblioteca Nacional de Madrid, donde trabajaría a las órdenes de Miguel Artigas Ferrando. Al año siguiente es trasladado para ejercer de Bibliotecario a la Universidad de Barcelona. En 1940 es nombrado subdirector de la Biblioteca de Cataluña, colaborando en la gestión de las bibliotecas populares, que entonces dependían de la dirección de la Biblioteca. Desarrolló una intensa labor divulgadora como archivero, organizador de exposiciones y como conferenciante. Uno de los promotores del movimiento vasquista en la Ribera Navarra, fue socio de la Sociedad de Estudios Vascos. Después de la Guerra Civil Española dio clases en el Instituto Maragall y en la Escuela de Bibliotecarias, encargándose de las asignaturas de Paleografía (1939-1953), Bibliografía (1943-1947) e Historia del libro (1943-1953).
En su memoria, el centro cultural de Ablitas, lleva su nombre.

## Obras
- Misión y deontología del bibliotecario, Dirección General de Archivos y Bibliotecas (1954)
- Catálogo de la exposición bibliográfica del Concilio de Trento celebrada en conmemoración del IV centenario, 1545-1945 (1947)
- "Las bibliotecas de seminarios en las universidades". Biblioteconomía: boletín de la Escuela de Bibliotecarias de Barcelona (1946)
- "El Folclore de la merindad de Tudela". Anuario de Eusko-Folclore (1933)
- "Salinas de Añana a través de los documentos y diplomas conservados en su Archivo Municipal". Revista Universidad de Zaragoza (1930)